# 라보나

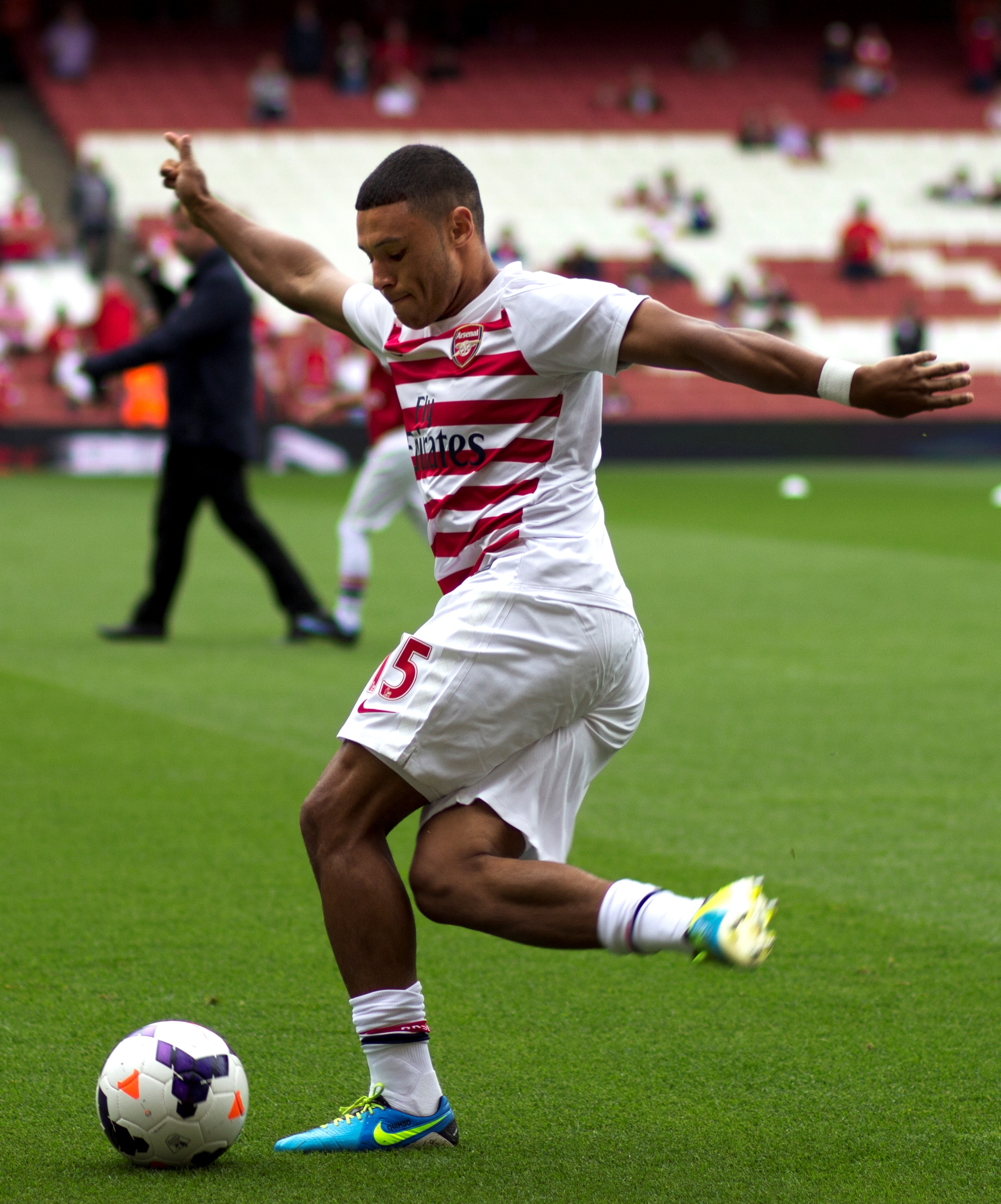
2013년 아스널의 앨릭스 옥슬레이드체임벌린이 라보나를 선보이고 있다.

라보나(Rabona)는 축구에서 킥의 종류 중 하나로, 꽈배기 킥이라고도 하며, 공을 찰려는 다리를 돌려 X자로 꼬은 상태로 차는 기술이다.

## 쓰는 이유
라보나를 쓰는 이유에는 여러가지가 있다. 차는 동작에서 속임수를 쓰기 위해서도 있고, 차는 스텝이 안맞을 때, 주로 쓰는 발로 공을 차기 위함도 있다.

## 역사
스페인어로 Rabona는 학교를 빼먹다, 무단 결석이라는 뜻이다. 이 이름은 1948년 에스투디안테스 데 라플라타와 로사리오 센트랄 사이의 경기에서 리카르도 안판테가 처음으로 사용한 것에서 유래되었다  축구 잡지 엘 그라피코는 "El infante que se hizo la rabona"(영어: "The kid who play hooky")라는 설명과 함께 남학생 복장을 한 인판테를 보여주는 표지를 게재했다. 이름의 또 다른 기원은 Rabona가 꼬리를 의미하는 스페인어 단어 rabo 에서 파생되었으며 그 움직임이 소의 꼬리가 다리 사이 또는 다리 주위에서 휘두르는 것과 유사하다는 것이다. 브라질에서는 이 동작을 chaleira ( 주전자 ) 또는 letra ( 편지 )라고도 한다.
최초로 촬영된 라보나는 1957년 상파울루 주 챔피언십에서 브라질 축구 선수 펠레가 사용한 라보나였다. 조반니 로코텔라는 1970년대 이탈리아에서 라보나를 대중화한 것으로 알려져 있다. 당시 이 동작은 단순히 "크로스킥"(이탈리아어로 incrociata )이라고 불렸다.

## 같이 보기
- 스텝 오버